# Humberto Corredor
Humberto Corredor Ramírez (Cali, 28 de noviembre de 1947-Nueva York, 15 de abril de 2014) fue un productor musical y coleccionista colombiano.

## Biografía
Humberto Corredor nació en Cali, creció en el barrio Obrero donde viajó a Nueva York desde su juventud. En 1969 se une con la disquera de salsa Fania All Stars para grabar los discos de salsa, pachanga y son entre los artistas que trabajó se encuentran: Celia Cruz, Héctor Lavoe, Johnny Pacheco, Cheo Feliciano, Beny Moré, Willie Colón, Rubén Blades, Ismael Rivera, Andy Montañez, Tito Puente, Tito Rojas. En 1974 fundó la discoteca El Abuelo Pachanguero, donde se caracterizaban la música de salsa y pachanga, Regresó a Colombia a trabajar con Jairo Varela en el Grupo Niche a grabar y reproducir discos en el Discos Fuentes además, grabó para la música instrumental con orquestas y violines. El 14 de abril de 2014 falleció en Nueva York donde se radicó a causa de una cirrosis hépatica.